# Pułapka na motyle
Pułapka na motyle – album Sobla wydany przez wytwórnię muzyczną Def Jam Recordings Poland, 15 kwietnia 2021 roku.
Nagrania uzyskały certyfikat diamentowej płyty za sprzedaż ponad 150 tysięcy kopii.
25 listopada 2021 roku płyta doczekała się edycji „Deluxe”, rozszerzonej o 5 dodatkowych utworów. 
Sobel tłumaczy, że nazwa albumu jest „metaforą, w której pułapką jest umysł, a myślami motyle, mogące reprezentować również stany emocjonalne, które zostały w mojej głowie na stałe po przeżyciu konkretnych rzeczy, bez znaczenia jak długi czas minął od zdarzenia”.

## Lista utworów

### Edycja standardowa[6]
1. „Bandyta”
2. „Zaczarowany mózg”
3. „Alien”
4. „Kapie deszcz”
5. „Puzzle”
6. „Fiołkowe pole”
7. „Jeden mały problem”
8. „To ja”
9. „Gruby temat”
10. „Nie teraz” (gościnnie: Young Igi)
11. „Kinol”
12. „Pobudka” (gościnnie: Oki)
13. „Restart” (gościnnie: Gedz)